# Дэйви, Брюс
Брюс Дэйви (англ. Bruce Davey) — австралийский кинопродюсер.

## Биография
Брюс Дэйви родился в Сиднее, Австралия.
Работал в жанрах: фильм-биография, военная история, драма, исторический фильм, комедия, детектив,мелодрама, мюзикл, приключения, триллер, фантастика, фэнтези, ужасы, экшн.
После съёмок «Галлиполи» ("Gallipoli", 1981 год, режиссёр Питер Вейр) Брюс познакомился с Мелом Гибсоном и в 1989 году они открыли независимую продюсерскую компанию Icon Productions, главный офис которой находился в Лос-Анджелесе. Сначала Брюс работал там бухгалтером, но потом стал полноценным партнёром и менеджером Гибсона. Благодаря достаточно большому финансовому фонду, Icon Productions всегда сохраняла независимость своих проектов.
В 2008–2009 годах часть компании в Великобритании была продана. В Австралии компания продолжила работать под названием Icon Film Distribution, по-прежнему используя оригинальный логотип, принадлежащий Гибсону и Дейви, и даже приобрела сеть кинотеатров Dendy Cinemas.
В 1996 году Брюс Дэйви стал лауреатом премии Оскар как продюсер фильма «Храброе сердце».

## Избранные фильмы
- «Человек без лица» (1993 год, режиссёр Мел Гибсон)
- «Мэверик» (1994 год, режиссёр Ричард Доннер)
- «Храброе сердце» ("Braveheart", 1995 год, режиссёр Мел Гибсон)
- «Чего хотят женщины» (2000 год, режиссёр Нэнси Майерс)
- «Страсти Христовы» ("The Passion of the Christ", 2004 год, режиссёр Мел Гибсон)
- «Апокалипсис» ("Apocalypto", 2006 год, режиссёр Мел Гибсон)
- «Весёлые каникулы» (2011, режиссёр Андриан Грюнберг)
- «Обитель проклятых» ("Stonehearst Asylum", 2014 год, режиссёр Брэд Андерсон)
- «По соображениям совести» ("Hacksaw Ridge", 2016 год, режиссёр Мел Гибсон)
- «Камень сновидений» ("The Dreamstone", телесериал, выходил с 25 сентября 1990 по 28 марта 1995, режиссёр Майкл Юпп)